# 沃洛韋齊區

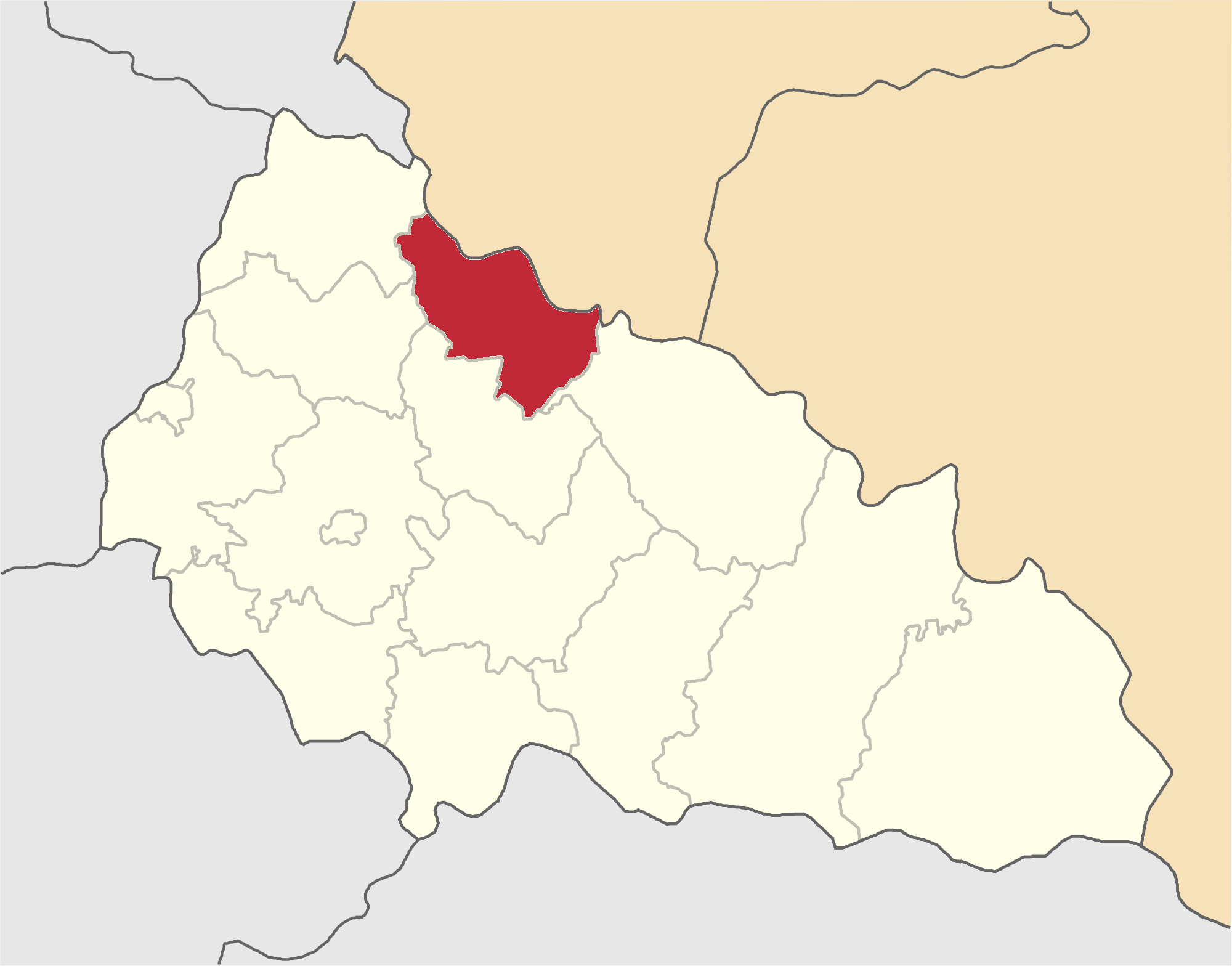

沃洛韋齊區（烏克蘭語：Воловецький район），曾是烏克蘭的一個區，位於該國西部，由外喀爾巴阡州負責管轄，首府設於沃洛韋齊，面積544平方公里，2013年人口24,329，人口密度每平方公里45人。
2020年7月18日乌克兰施行了行政区划改革，外喀爾巴阡州的区份数量减至6个，沃洛韋齊區合并至穆卡切沃區。